# South Africa International 2007
Die South Africa International 2007 im Badminton fanden vom 29. November bis zum 2. Dezember 2007 in Pretoria statt.

## Sieger und Platzierte
| Disziplin    | Gold                        | Silber                         | Bronze                                   |
| ------------ | --------------------------- | ------------------------------ | ---------------------------------------- |
| Herreneinzel | Kaveh Mehrabi               | Carlos Longo                   | Willem Viljoen                           |
| Herreneinzel | Kaveh Mehrabi               | Carlos Longo                   | Chris Dednam                             |
| Dameneinzel  | Lucía Tavera                | Hadia Hosny                    | Stacey Doubell                           |
| Dameneinzel  | Lucía Tavera                | Hadia Hosny                    | Kerry-Lee Harrington                     |
| Herrendoppel | Dorian James Willem Viljoen | Chris Dednam Roelof Dednam     | Enrico James Rowen Brown                 |
| Herrendoppel | Dorian James Willem Viljoen | Chris Dednam Roelof Dednam     | Ivan Botha Jacob Maliekal                |
| Damendoppel  | Jade Morgan Annari Viljoen  | Chantal Botts Michelle Edwards | Alaa Youssef Hadia Hosny                 |
| Damendoppel  | Jade Morgan Annari Viljoen  | Chantal Botts Michelle Edwards | Christina English Michelle Butler-Emmett |
| Mixed        | Chris Dednam Annari Viljoen | Willem Viljoen Jade Morgan     | Enrico James Stacey Doubell              |
| Mixed        | Chris Dednam Annari Viljoen | Willem Viljoen Jade Morgan     | Dorian James Michelle Edwards            |